# Antonio Clericuzio
Antonio Clericuzio (* 2 de octubre de 1958) es un historiador de la ciencia italiano, en especial de la química, la alquimia y la medicina de la temprana Edad Moderna.
Clericuzio obtuvo en 1983 la laurea en Filosofía en la Universidad La Sapienza y estuvo luego en el Istituto Italiani per gli Studi Filosofici y en el Istituto Italiani per gli Studi Storici en Nápoles, así como desde 1986 como Yates Fellow en el Warburg Institute. En 1990/91 estuvo en el University College London y de 1992 a 2001 investigó en la Università degli Studi di Cassino. De 2001 a 2012 fue profesor allí y después pasó a la Università Roma III.
Se ocupa de la química y la medicina de los siglos XV al XVII, en particular en Italia e Inglaterra y de Robert Boyle, Johan Baptista van Helmont y Paracelso.
En 2012 fue profesor invitado en el Centre d'Études Supérieures de la Renaissance en Tours.
Es coeditor de la revista Ambix (desde 2013), de Nuncius, Intellectual History Review y del Newton Project, y, con S. Ricci, editor de los suplementos de la Enciclopedia Treccani.

## Obras
- Elements, principles and corpuscles: a study of atomism and chemistry in the seventeenth century, Dordrecht: Kluwer, 2000.
- Editor con Piyo Rattansi: Alchemy and chemistry in the 16th and 17th centuries. Colloquium, held at the Warburg Institute on 26th and 27th July 1989, Dordrecht: Kluwer, 1994.
- Editor con Lawrence M. Principe: The Accademia del Cimento and Its European Context, Sagamore Beach, MA: Science History Publications, 2009.
- Editor con Michael Hunter, Lawrence M. Principe: The Correspondence of Robert Boyle, Londres: Pickering & Chatto, 6 vols., 2001.
- Contribuciones en Claus Priesner, Karin Figala: Alchemie. Lexikon einer hermetischen Wissenschaft, Beck, 1998.
- Alchemical theories of matter, Studies in History and Philosophy of Science, vol. 28, 1997, pp. 369–375.
- From Van Helmont to Boyle: a study of the transmission of Helmontian chemical and medical theories in seventeenth-century England, British Journal for the History of Science 26 (1993), pp. 303–334.
- A redefinition of Boyle's chemistry and corpuscular philosophy, Annals of Science 47 (1990), pp. 561–589.